# إبراهيم السويحلي
إبراهيم رمضان السويحلي (1903 - 19 مارس 1925) هو مجاهد وقائد ليبي.

## حياته ونشأته
المجاهد الشاب إبراهيم السويحلي مواليد 1903, في زاوية المحجوب بمصراته وهو أبن المجاهد رمضان السويحلي

## مشاركات عسكرية
تولى قيادة رجال الغرب الليبي المسلحين من بعد استشهاد عمه سعدون السويحلي في معركة المشرك وكان عمره عشرين عاما، فقد عاصر وقت الغزاة وأبدى شجاعة في الدفاع عن الدين و الوطن , وقد ظهرت بوادر فدائية وإرادة صلبة عندما نشبت معركة فندق الجمل في 13أكتوبر 1923 وكان متربصا لقوات العدو التي أشاعت الرعب والفتك بالأبرياء ولم تأت قيادة المجاهد الشاب إبراهيم السويحلي من فراغ فقد تلقى تدريبات عسكرية في كلية نوري باشا وخاض المعارك الحربية قبل تقلده لمنصب قيادة المجاهدين .

## مقتله
قتل في المعركة بعدما تولى قيادة المجاهدين أثناء نشوب معركة الكراريم بمصراته التي حقق فيها المجاهدون نصرا ساحقا على قوات العدو بقيادته الباسلة وما أظهره من إقدام في معركة السدادة، في منطقة الجفرة, ( شعبية الجفرة الآن) في 19 مارس 1925.